# Antichiroides capucina
Antichiroides capucina är en skalbaggsart som beskrevs av Fabricius 1787. Antichiroides capucina ingår i släktet Antichiroides och familjen Rutelidae. Inga underarter finns listade i Catalogue of Life.